# Megophrys omeimontis
Espèce
Synonymes
- Xenophrys omeimontis (Liu, 1950)

Statut de conservation UICN

 LC  : Préoccupation mineure
Megophrys omeimontis est une espèce d'amphibiens de la famille des Megophryidae.

## Répartition
Cette espèce est endémique de la République populaire de Chine. Elle se rencontre entre 850 et 2 060 m d'altitude au Sichuan et au Chongqing.

## Description
Xenophrys omeimontis mesure entre 54 et 65 mm. Son dos est gris verdâtre. Sa tête est ornée d'une tache gris brunâtre cerclée de clair. Sa gorge, sa poitrine et la partie antérieure de son ventre sont tachées de gris foncé.

## Étymologie
Son nom d'espèce, omeimontis, lui a été donné en référence au lieu de sa découverte, le mont Omei.

## Publication originale
- Liu, 1950 : Amphibians of Western China. Fieldiana Zoology Memoirs, vol. 2, p. 1-400 (texte intégral).